# آی‌گیت
آی‌گیت (انگلیسی: IGATE) شرکت فناوری اطلاعات آمریکایی است، که در سال ۱۹۹۶ تأسیس شد.